# 美おっぱいコンテスト
美おっぱいコンテスト（びおっぱいコンテスト）は、2016年に開かれた美乳コンテスト。
公式サイトでは「女性ならではの“美しいおっぱい”を追求し、理想の“おっぱい”に格式のある『賞』を与えます」「女性目線で美しいバストを選出」「胸の大きさにとらわれず、形状や品格などファッショナブルな要素に着目」とコンセプトが提示された。

## 詳細
応募資格は18歳以上で、審査は4次にわたって行われた。
- 1次審査 - 書類審査。顔無しの乳房写真（下着・水着・手ブラ）で行う[1][3]。
- 2次審査 - 東京・大阪・福岡での面接審査。女性審査員が応募者のバストトップも見て審査する[4]。
- 3次審査 - 東京での面接審査。男性審査員も加わって、下着姿を審査する[4][5]。
- 最終審査 - 『FREE MAGAZINE』誌、クリエーターによる掲載用撮影審査[2]。

これにより選ばれた6人のファイナリストによって、2016年10月18日に東京でファイナルイベントが開かれ、その模様は動画サービスの『FRESH! By AbemaTV』でも特別番組として生中継された。ファイナルイベントの審査員は次の通り。
- マギー - モデル・タレント
- 米原康正 - チェキをメイン機材とする写真家
- アンドレア - ファッション誌『FREE MAGAZINE』ゼネラルプロデューサー
- 佐藤はるか - ランジェリーブランド『PEACH JOHN』カタログ編集長

会場でファイナリストたちは首から下げた花輪でバストトップを隠すようなセクシーな衣装を身に着け、自己紹介、PR、フォトシューティングなどに臨んだ。受賞者は次の通り。
グランプリ
中岡龍子 - コールセンターのアルバイト、23歳、バスト95センチのFカップ、岐阜県出身
準グランプリ
LUNA - ダンサー、22歳
中北成美 - モデル、26歳
特別賞（PEACH JOHN賞）
繭 - タレント、27歳
ファイナルイベントの様子はテレビ、スポーツ新聞、Webニュースなど各メディアで好意的に報じられたが、コンテストの趣旨について Twitter ユーザーたちからは「猥褻・差別ではと苦情はこないのか」と疑問の声が上がり、マスメディアの好意的なスタンスにも批判が向けられた。